# Paripiranga (kommun)
Paripiranga är en kommun i Brasilien.   Den ligger i delstaten Bahia, i den östra delen av landet, 1 200 km nordost om huvudstaden Brasília. Antalet invånare är 27 782.
Följande samhällen finns i Paripiranga:
- Paripiranga

Omgivningarna runt Paripiranga är huvudsakligen savann. Runt Paripiranga är det ganska tätbefolkat, med 67 invånare per kvadratkilometer.